# Винипег (језеро)
Језеро Винипег (енгл. Lake Winnipeg) је велико језеро на југу канадске провинције Манитобе у чијој се близини налази истоимени град. Језеро је остатак праисторијског ледничког језера Агасиз (енгл. Agassiz). Дугачко је око 428 км и заузима површину од 24.390 km², док је дубином плитко језеро (највећа дубина је 28 м). У језеро се уливају две главне притоке — Саскачеван и Ред ривер, а из језера истиче река Нелсон, која се улива у Хадсонов залив.
На језеру постоји и неколико острва, а по величини се издвајају острво Ирваса (енгл. Reindeer island) и острво Хекла (енгл. Hecla island). Западне обале језера су углавном под густим шумама, док су јужне обале познате по летовалиштима. Језеро Винипег је богато разним врстама рибе и експлоатација рибљег фонда је главна економска активност становништва које живи на његовим обалама. Име Винипег вуче порекло од индијанског племена Кри (енгл. Cree) и у преводу значи тамна, магловита вода. Језеро је први открио и истражио енглески истраживач Хенри Келси 1690. године.
Језеро Винипег је шесто по величини слатководно језеро у Канади и треће по величини слатководно језеро које се налази у потпуности у Канади, али је релативно плитко (средња дубина од 12 m [39 ft]) искључујући уски 36 m (118 ft) дубоки канал између северног и јужног басена. То је једанаесто по величини слатководно језеро на Земљи. На источној страни језера налазе се нетакнуте бореалне шуме и реке које су 2018. године уписане као Пимачиовин Аки, у Унескову светску баштину. Језеро је удаљено 416 km (258 mi) од севера ка југу, са удаљеним пешчаним плажама, великим кречњачким литицама и многим пећинама слепих мишева у неким областима. Манитоба Хајдро користи језеро као један од највећих резервоара на свету. Језеро има много острва, већина којих је неразвијена.

## Природна историја

### Рибе
Различита станишта која се налазе у језеру подржавају велики број рибљих врста, више него било које друго језеро у Канади западно од Великих језера. У језеру је присутно шездесет од седамдесет девет аутохтоних врста пронађених у Манитоби. Заступљене породице укључују змијуљице (Petromyzontidae), јесетрe (Acipenseridae), хиодоне (Hiodontidae), шаране (Cyprinidae), Catostomidae, сомове (Ictaluridae), штуке (Esocidae), пастрмке и белу рибу (Salmonidae), бакалар (Percopsidae), Gadidae, Gasterosteidae, Cottidae, Centrarchidae и Sciaenidae.
Сматра се да су две врсте риба присутне у језеру угрожене, краткочељусна златоперка и великоусти бивол.
Дужичаста пастрмка и поточна пастрмка се порибљавају у водама Манитобе од стране провинцијских рибара у оквиру програма „стави и узми” за подршку могућности риболова. Ниједна врста није у стању да се независно одржи у Манитоби. Малоусти бранцин је први пут забележен у језеру 2002. године, што указује на то да су популације унесене негде другде у слив сада присутне у језеру. Бели бас је први пут забележен у овом језеру 1963. године, десет година након што је унет у језеро Аштабула у Северној Дакоти. Шаран је уведен у језеро кроз Црвену реку на северу и чврсто је успостављен.

### Птице
Језеро Винипег пружа места за храњење и гнежђење за широк спектар птица повезаних са водом током летњих месеци.
Изолована, ненасељена острва пружају места за гнежђење колонијских птица које се гнезде, укључујући пеликане, галебове и чигре. Велике мочваре, обале и плићаци омогућавају овим птицама да успешно хране себе и своје младе. Пајпстоун Рокс се сматра глобално значајним местом за америчке беле пеликане. Године 1998, процењено је да се 3,7% светске популације ове птице у то време гнездило на стеновитим изданцима. Иста локација је значајна у Северној Америци по броју колонијалних птица мочварица које користе ову област, посебно обичне чигре. Остала глобално значајна подручја гнежђења налазе се на острву Галеб и острву Сандхил, Литл Џорџ и Луис. Птице које се гнезде на овим локалитетима су обична и каспијска чигра, амерички рибљи галеб, прстенокљуни галеб, ушати корморан и морска црнка.
Језеро Винипег има две локације које се сматрају глобално важним за јесењу миграцију. Велике популације птица мочварица и приморских птица користе пешчане спрудове источно од Ривертона као полазно подручје за јесењу миграцију. Мочвару Нетли-Либау, где Црвена река улази у језеро Винипег, користе гуске, патке и ласте да се сакупе за миграцију ка југу.
Жутонога зупчица, угрожена врста обалских птица, налазе се на неколико локација око језера. Залив галеба, јужно од града Гранд Рапидса, сматрају се национално значајним гнездиштима за ову врсту.